# Dobbeltdrabet på Louisa Vesterager Jespersen og Maren Ueland
Den 17. december 2018 blev ligene af 24-årige danske Louisa Vesterager Jespersen og 28-årige norske Maren Ueland fundet ved deres telt ved bjerget Toubkal, som ligger tæt på bjerglandsbyen Imlil i Atlasbjergene i Marokko.
Drabene er blevet beskrevet som en terrorhandling, da de fire hovedmistænkte i en video sværger troskab til terrororganisationen Islamisk Stat (IS). De fire marokkanske mænd, som er dømt som hovedmænd i drabene blev i 2019 idømt dødsstraf. I alt er der dømt 24 mænd i sagen. De 20 andre er dømt fængsel på mellem fem år og 30 år for dobbeltdrabet.

## Baggrund
Louisa Vesterager Jespersen voksede op i Ikast. Hun gik på Vestre Skole og blev student fra Ikast-Brande Gymnasium i 2013. Hun både surfede, besteg bjerge og raftede. Tidligere havde hun været på rejser til steder som Argentina, Peru og Norge. De sidste par år boede hun i Norge, hvor hun var ved at uddanne sig indenfor friluftsliv, natur- og kulturveiledning. Hun ansøgte om deltage i Fjällräven Polar Ekspedition i 2017 og 2018.
Maren Ueland var fra Bryne i Norge og var uddannet social- og sundhedsassistent. Louisa Vesterager Jespersen og Maren Ueland læste begge bachelor i friluftsliv, kultur- og naturvejledning på Universitetet i Sørøst-Norge i Bø i Telemark. De to veninder rejste 9. december sammen til Marokko, hvor de skulle tilbringe julen med at rejse rundt i Marokko.
Marokko anses normalt for at være et sikkert rejsemål for turister. Drab på udlændinge er ekstremt sjældne, og det seneste terrorangreb fandt sted i 2011, da 17 personer blev dræbt af en bombe på en restaurant i Marrakech. En af dem var 18 år gamle Salome Girard, en veninde af Maren Ueland. Efter attentatet i 2011 oprettede regeringen for første gang et antiterrorkorps, og i 2015 blev Marokkos Centrale Retslige Efterforskningsenhed, BCIJ, stiftet som et led i terrorbekæmpelsen. Foranstaltningerne er blevet suppleret med lovgivning, som har gjort det nemmere at slå hårdt ned på terrorrelateret aktivitet og fængsle borgere, som regeringen mistænker for terrorforbindelser i blandt andet Libyen, Syrien og Irak. Men Marokko har et voksende problem med radikalisering af unge og det hænger sammen med mindst 1.600 marokkanere, der i årene fra 2011 til 2016 rejste til Syrien, Irak og Libyen for at gå i ”hellig krig” for Islamisk Stat.

## Drabene og efterforskning
Det var et fransk kærestepar på vandretur, der fandt ligene af Louisa Vesterager Jespersen og Maren Ueland den 17. december 2018. De blev fundet på et plateau ved bjerget Toubkal, der er Nordafrikas højeste bjerg, og som ligger tæt på bjerglandsbyen Imlil, som er en populær turistdestination. De formodede gerningsmænd camperede angiveligt 600 meter fra Louisa og Maren. Efter drabet flygtede de fra gerningsstedet og forlod deres telt, hvor en af dem glemte sit id-kort. Ifølge New York Post blev den ene af kvinderne fundet uden for teltet og den anden inde i teltet.
Marokkanske myndigheder foretog allerede den 18. december den første anholdelse. Tre marokkanere blev anholdt om morgenen den 20. december. De tre blev anholdt, da de på Place Al Mourabitine i centrum af Marrakech var steget på en rutebus mod Agadir længere sydpå. De var i besiddelse af flere store knive da de blev anholdt. Disse fire mænd er hovedmistænkte for drabet, og mindst tre af dem optræder på en video, der har floreret på de sociale medier, hvor fire mænd sværger troskab til Islamisk Stat. Denne video, og en anden der viser drabet på en af de to kvinder, er ifølge både Politiets Efterretningstjeneste (PET) og den norske politi efterretningstjeneste Kripos formentlig ægte.
Den marokkanske antiterrorenhed BCJI anholdt yderligere ni mistænkte den 21. december. Marokkanske myndigheder foretog yderligere 5 anholdelser den 24. december og dermed er der i alt 18 anholdte. De fire mænd, der anses for hovedmistænkte og som er anholdt og sigtet for dobbeltdrabet på to skandinaviske kvinder, gik målrettet efter at dræbe turister. Det fortalte marokkansk politi på et pressemøde den 23. december. Politiet mener dog, at det er tilfældigt, at det lige netop var den 24-årige danske Louisa Vesterager Jespersen og den 28-årige norske Maren Ueland, der blev dræbt. På pressemødet kom det desuden frem, at en af de fire mistænkte for drabene tidligere har afsonet en to år lang fængselsstraf for terrorrelaterede forbrydelser. Manden blev anholdt i 2013 for at rekruttere ekstremister, og han blev idømt to års fængsel. I 2015 blev han løsladt igen.

## Reaktioner
- Danmarks statsminister Lars Løkke Rasmussen udtalte "Meget tyder nu på, at drabene kan være politisk motiverede og dermed en terrorhandling. Det fylder mig med vrede og afsky, og jeg tager på det skarpeste afstand fra disse barbariske og bestialske handlinger."[17]

- Norges statminister Erna Solberg udtalte "Dette er et brutalt og meningsløst angreb på uskyldige, som vi møder med afsky og fordømmelse."[18]

- Marokkos talsperson for regeringen Mustapha El Khalfi udtalte "Regeringslederen fordømmer fuldstændigt denne kriminelle terrorhandling. Det er uacceptabelt og passer ikke ind i de marokkanske værdier og traditioner - heller ikke for det lokalområde, som drabene blev begået i."[19]

Flere steder i Marokko blev der holdt mindehøjtideligheder for de dræbte.